# Chandaka
Chandaka eller Channa var Buddhas körsven innan prins Siddharta hade lämnat sitt lyxiga liv. Det sägs att Chandaka, likt Buddhas fru och häst, föddes exakt samtidigt som Buddha. När Siddharta lämnat det lyxiga prinslivet och sökt efter den andliga sanningen, insisterade Chandaka på att följa med på Siddhartas resa: men Siddharta vägrade. Siddhartas häst dog av ett brustet hjärta och Chandaka återgick med sorg till sitt arbete. När Buddha hade blivit upplyst blev Chandaka en lärjunge till Buddha, men hans förflutna som körsven till Buddha gjorde att han fylldes av stolthet och begick många dåliga gärningar till följd av detta. Detta till trots, sägs det att Chandaka nådde nirvana.